# جوان باري
جوان باري (بالإنجليزية: Joan Barry)‏؛ ممثلة بريطانية، ولدت في 5 نوفمبر 1903 بلندن في المملكة المتحدة، وتوفيت في 10 أبريل 1989 بمربلة في إسبانيا.

## وصلات خارجية
- جوان باري على موقع IMDb (الإنجليزية)
- جوان باري على موقع ألو سيني (الفرنسية)
- جوان باري على موقع أول موفي (الإنجليزية)
- جوان باري على موقع قاعدة بيانات الأفلام السويدية (السويدية)
- جوان باري على موقع قاعدة بيانات الفيلم (الإنجليزية)
- جوان باري على موقع كينوبويسك (الروسية)